# Cleroidea
Cleroidea é uma superfamília de coleópteros da infraordem Cucujiformia.

## Famílias
Famílias incluídas são:
- Acanthocnemidae Crowson, 1964
- Biphyllidae LeConte, 1861
- †Boleopsidae Kirejtshuk & Nel, 2013
- Byturidae Gistel, 1848
- Chaetosomatidae Crowson, 1952 (incl. Metaxinidae)
- Cleridae Latreille, 1802
- Lophocateridae Crowson, 1964
- Mauroniscidae Majer, 1995
- Melyridae Leach, 1815 (incl. Attalomimidae, Malachiidae e Dasytidae)
- Peltidae Latreille, 1806
- Phloiophilidae Kiesenwetter, 1863
- Phycosecidae Crowson, 1952
- Prionoceridae Lacordaire, 1857
- Protopeltidae Crowson, 1966
- Rentoniidae Crowson, 1966
- Rhadalidae LeConte, 1861 (incl. Gietellidae)
- Thanerocleridae Chapin, 1924
- Thymalidae Léveillé, 1888
- Trogossitidae Latreille, 1802